# Wisconsin Rapids
Wisconsin Rapids – miasto (city), ośrodek administracyjny hrabstwa Wood, w środkowej części stanu Wisconsin, w Stanach Zjednoczonych, położone nad rzeką Wisconsin. W 2016 roku miasto liczyło 17 887 mieszkańców.
Pierwszymi europejskimi osadnikami, którzy przybyli w te rejony w latach 20. XIX wieku, byli handlarze futrem. Na przeciwnych brzegach rzeki założone zostały dwie osady – Centralia na zachodnim, Grand Rapids na wschodnim. W 1900 obie miejscowości połączyły się tworząc miasto Grand Rapids. Nazwa miasta była przyczyną częstych problemów z niedocieraniem przesyłek pocztowych, które trafiły do znacznie większego Grand Rapids w stanie Michigan, toteż w 1920 roku zmieniono ją na obecną, Wisconsin Rapids.
Miasto rozwinęło się jako ośrodek przemysłu papierniczego i spożywczego. Ważną rolę w lokalnej gospodarce odgrywa rolnictwo, w szczególności uprawa żurawiny.